# Aïta Gita Gaye
Pour les articles homonymes, voir Gaye (homonymie).
Aïta Gita Gaye, née le 7 octobre 1994 à Rufisque, est une joueuse sénégalaise de volley-ball.

## Carrière
Formée au centre Sococim Volley et meilleure joueuse et passeuse du championnat sénégalais 2014, Aïta Gita Gaye rejoint le Quimper Volley 29 à la mi-janvier 2015. Elle évolue au Nîmes VB à partir de 2016.
Elle dispute le Championnat d'Afrique féminin de volley-ball 2019, terminant à la 3e place ; elle remporte le prix de la meilleure passeuse à l'issue de la compétition.
Elle prend sa retraite internationale en août 2021.